# Gametofyt
En gametofyt er den haploide flercellede struktur, der producerer kønsceller (gameter) hos planter.

## Generationsskifte hos planter
Planters livscyklus involverer en generationsskifte mellem en haploid gametofyt, der producerer gameter, og en diploid sporofyt, der producerer haploide sporer, som spirer til at blive gametofytter. Mens gameter hos dyr dannes direkte efter meiose, produceres plantegameter således kun efter vækst af den flercellede haploide gametofyt. 
Gametofytten producerer hanlige og/eller hunlige gameter. Sammensmeltningen af hanlige og hunlige gameter resulterer i en diploid zygote, som udvikler sig ved yderligere mitosisk celledeling til en flercellet sporofyt. Eftersom sporofytten er resultatet af sammensmeltningen mellem to haploide gameter, er dens celler diploide, dvs. indeholder to sæt kromosomer. Den modne sporofyt producerer sporer ved en proces kaldet meiose, hvor kromosom-parrene igen separeres. Sporerne er derfor igen haploide og kan udvikle sig til en haploid gametofyt.

## Evolution
Hos tidlige landplanter som fx mosser er gametofytterne den dominerende generation, medens det hos frøplanter er sporofytten, der dominerer, og udgør det som vi opfatter som planten.
Hos mosser, levermosser og hornblade er gametofytten den almindeligt kendte fase af planten, dvs. den grønne mos. Her vokser sporofytterne, sporehusene, på gametofytten og ernærer sig af denne.
Hos andre sporeproducerende landplanter (karsporeplanter) er gametofytten meget lille, typisk blot  2-10 mm, og hos frøplanter er den yderligere reduceret.  
Dækfrøede planter er karakteriseret ved at have de mindste gametofytter af alle planter. Her er gametofytterne reduceret til en trecellet hanlig gametofyt (pollen) og en syvcellet hun-gametofyt (kimsæk) med otte kerner.